# Gerrhopilus bisubocularis
Espèce
Synonymes
- Typhlops bisubocularis Boettger, 1893

Statut de conservation UICN

 DD  : Données insuffisantes
Gerrhopilus bisubocularis est une espèce de serpents de la famille des Gerrhopilidae.

## Répartition
Cette espèce est endémique de Java en Indonésie.

## Description
L'holotype de Gerrhopilus bisubocularis mesure 131 mm dont 4,5 mm pour la queue et dont le diamètre au milieu du corps est de 3 mm.

## Publication originale
- Boettger, 1893 : Neue Reptilien und Batrachier aus West-Java. Zoologischer Anzeiger, vol. 16, p. 334-340 (texte intégral).